# Bohang Moeko
Bohang Moeko es un actor y modelo sudafricano. Es más conocido por su actuación en películas y series de televisión como Solterísima, The Hot Zone y Housekeepers.

## Biografía
Moeko nació el 13 de abril de 1988 en Protea North, Soweto. Se graduó con honores en agrimensura en la Universidad del Estado Libre. Después de graduarse, se mudó a Durban, se instaló y trabajó durante dos años.
Se comprometió con Shantal Dietrich, una entrenadora física, en julio de 2020.

## Carrera profesional
Se mudó a Johannesburgo para estudiar actuación. Durante este período, debutó como actor en Zabalaza en 2013 con el papel de 'Víctor'. Desde entonces, actuó en muchas películas y series de televisión como Ring of Lies, Side Dish, Isithunzi, Housekeepers, Scandal, Isidingo, The Hot Zone y The Queen. También modeló y se convirtió en finalista en la competencia Mr Sudáfrica 2013.
En 2018, participó en #Karektas como 'Celebrity Guest' y luego en Housekeepers como 'Kabelo'. En 2019, realizó su primera actuación internacional en la serie corta The Hot Zone. En 2020, protagonizó la película de comedia Solterísima codirigida por Katleho y Rethabile Ramaphakela, estrenada el 31 de julio de 2020 en Netflix.

## Filmografía parcial
| Año  | Título             | Rol                 | Tipo                    | Ref.  |
| ---- | ------------------ | ------------------- | ----------------------- | ----- |
| 2016 | Ring of Lies       | Kabelo              | Serie de televisión     |       |
| 2017 | Is'Thunzi          | Lebone Mabuela      | Serie de televisión     |       |
| 2017 | Scandal!           | Tshepo              | Serie de televisión     |       |
| 2018 | Side Dish          | Richard             | Miniserie de televisión |       |
| 2018 | Housekeepers       | Thabang             | Serie de televisión     |       |
| 2018 | iDrive             | Zakhele AKA 'Zakes' | Serie de televisión     |       |
| 2019 | Isidingo: The Need | Mojalefa Matabane   | Serie de televisión     |       |
| 2019 | The Queen          | Trevor              | Serie de televisión     |       |
| 2019 | The Hot Zone       | Dr. Musoke          | Miniserie de televisión |       |
| 2020 | Solterísima        | Lunga               | Película                | [ 8 ] |